# Kopytka (skarpety)

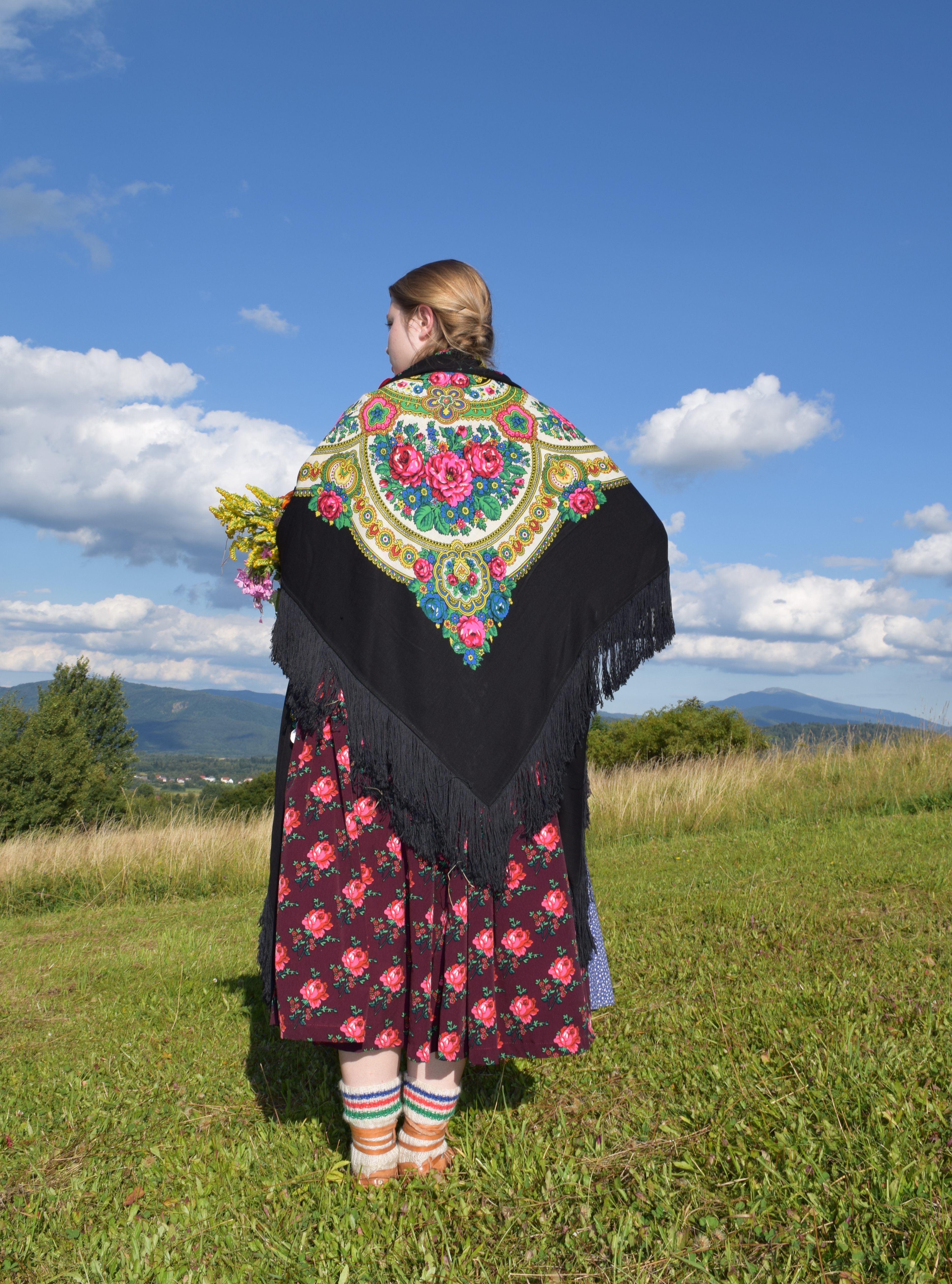
Strój kobiecy górali żywieckich - widoczne wełniane kopytka (członkini zespołu Grojcowianie).

Kopytka (skarpety) – wełniane skarpety sięgające do połowy łydki, noszone przez kobiety i mężczyzn w tradycyjnym stroju górali żywieckich. W stroju męskim kopytka występują razem z kopytami i kierpcami.